# Горішня Оряховиця (община)
Горішня Оряховиця (болг. Община Горна Оряховица) — община у Болгарії. Входить до складу Великотирновської області. Населення становить 48 084 особи (станом на 1 лютого 2011 р.). Адміністративний центр громади — однойменне місто.